# Ніколаєв Василь Федорович
Василь Федорович Ніколаєв (1 серпня 1910, село Троїцьке Клинського повіту Московської губернії, тепер підпорядковане Москві, Російська Федерація — 17 грудня 1969, місто Багдад, Ірак) — радянський діяч, дипломат, 1-й секретар Північно-Казахстанського обкому КП(б) Казахстану, 2-й секретар Одеського міського комітету КП(б)У. Депутат Верховної Ради СРСР 1—2-го скликань (у 1941—1950 роках). Кандидат історичних наук.

## Життєпис
Народився в бідній селянській родині, батько працював булочником у Москві. У 1923 році закінчив початкову школу. Трудову діяльність розпочав учнем кіномеханіка. У 1925 році вступив до комсомолу. Працював кіномеханіком, з 1929 року — продавцем сільпо села Маліївки, з 1930 року — заступником завідувача магазину райспоживспілки в місті Клин. До 1931 року — інструктор Клинської районної Спілки споживчих товариств Московської області.
Член ВКП(б) з січня 1931 року.
У 1931—1933 роках — завідувач культпропвідділу, завідувач організаційно-інструкторського відділу Клинського районного комітету ВЛКСМ Московської області.
У 1933—1936 роках — студент Всесоюзного комуністичного університету імені Свердлова в Москві.
У 1936—1937 роках — заступник начальника політичного відділу племінного радгоспу імені Леніна Кугалінського району Алма-Атинської області Казахської РСР.
З грудня 1937 року — інструктор, завідувач радгоспного сектора сільськогосподарського відділу ЦК КП(б) Казахстану. З березня 1939 по серпень 1940 року — заступник завідувача сільськогосподарського відділу ЦК КП(б) Казахстану.
15 серпня — 29 грудня 1940 року — завідувач сільськогосподарського відділу ЦК КП(б) Казахстану.
23 грудня 1940 — лютий 1944 року — 1-й секретар Північно-Казахстанського обласного комітету КП(б) Казахстану.
З травня 1944 по 1945 рік — 1-й секретар Воднотранспортного районного комітету КП(б) України міста Одеси.
У травні 1945—1948 роках — 2-й секретар Одеського міського комітету КП(б)У.
У 1948—1951 роках — слухач Академії суспільних наук при ЦК ВКП(б) у Москві.
У 1951—1954 роках — секретар комітету ВКП(б) Академії суспільних наук при ЦК ВКП(б); заступник завідувача кафедри історії КПРС Академії суспільних наук при ЦК КПРС.
У 1955—1956 роках — заступник завідувача IV-го Європейського відділу Міністерства закордонних справ СРСР; в.о. завідувача V-го Європейського відділу Міністерства закордонних справ СРСР.
У 1956—1960 роках — радник Посольства СРСР у Румунії.
У 1960—1962 роках — в апараті Міністерства закордонних справ СРСР.
У 1962—1965 роках — радник-посланник Посольства СРСР у Чехословаччині.
7 серпня 1965 — 17 грудня 1969 року — надзвичайний і повноважний посол СРСР у Республіці Ірак.
Помер після важкої, довготривалої хвороби.

## Нагороди
- два ордени Трудового Червоного Прапора
- два ордени «Знак Пошани» (15.02.1939, 23.01.1948)
- медалі